# Вулиці Іжевська
- червоним кольором виділено вулиці, назви яких пов'язані з Україною
- жирним начерком виділено головні магістралі міста

## А
- вулиця Авангардна
- вулиця Авіаційна
- вулиця Автозаводська
- вулиця Автономна
- вулиця Аграрна
- вулиця Аеродромна
- вулиця Азіна
- вулиця Азовська
- вулиця Алтайська
- вулиця Ангарна
- вулиця Армійська
- вулиця Арсена
- вулиця Артільна Перша
- вулиця Артільна Друга
- вулиця Астраханська

## Б
- вулиця Бабушкіна
- вулиця Базарна
- вулиця Базисна
- вулиця Байкальська
- вулиця Бакинська
- вулиця Балезинська
- вулиця Баранова
- вулиця Берегова
- вулиця Баришнікова
- вулиця Бєлінського
- вулиця Богдана Хмельницького
- вулиця Бородіна
- вулиця Братська
- вулиця Бригадна
- вулиця Брянська
- вулиця Будівельників (Строителей)
- вулиця Буммашівська

## В
- вулиця Вадима Сивкова
- вулиця Василя Зайцева
- вулиця Васнєцова
- вулиця Верстатна (Станочная)
- вулиця Вибірна
- вулиця Висотна
- вулиця Владивостоцька
- вулиця Вогнетривка (Огнеупорная)
- вулиця Вокзальна
- вулиця Волгоградська
- вулиця Вологодська
- проспект Володарського
- вулиця Володимира Краєва
- вулиця Володимирська (Владимирская)
- вулиця Воровського
- вулиця Воронезька
- вулиця Ворошилова
- Воткінське шосе

## Г
- вулиця Гагаріна
- вулиця Гастелло
- вулиця Герцена
- вулиця Глінки
- вулиця Голублева
- вулиця Гранітна
- вулиця Грибоєдова
- вулиця Гусєва

## Д
- вулиця Демократична
- вулиця Демьяна Бідного
- вулиця Депутатська
- вулиця Деревообробна (Деревообделочная)
- проспект Дерябіна
- вулиця Джамбула
- вулиця Джерельна (Родниковая)
- вулиця Дзержинського
- вулиця Динамівська
- вулиця Ділова
- вулиця Донська
- вулиця Донська Перша
- вулиця Донська Друга
- вулиця Донська Третя
- вулиця Донська Четверта
- вулиця Донська П'ята
- вулиця Достоєвського
- вулиця Дружби

## Е
- вулиця Енгельса

## Ж
- вулиця Жечева

## З
- вулиця Заводська
- вулиця Зав'яловська
- вулиця Заміська (Загородная)
- Зарічне шосе
- вулиця Західна
- вулиця Зелена
- вулиця Зимова
- набережна Зодчого Дудіна
- вулиця Зої Космодемьянської

## І
- вулиця Івановська
- вулиця Ігринська
- вулиця Індустріальна
- вулиця Інструментальна
- вулиця Інтернаціональна
- вулиця Іподромна
- вулиця Іркутська

## К
- вулиця Кавказька
- вулиця Календарна
- вулиця Калінінградська
- вулиця Калузька
- вулиця Камбарська
- вулиця Камська
- вулиця Карла Лібкнехта
- вулиця Карла Маркса
- Карлутська набережна
- вулиця Київська
- вулиця Кишинівська
- вулиця Кірзаводська
- вулиця Кірова
- вулиця Клубна
- вулиця Ковальська (Кузнечная)
- вулиця Колгоспна
- вулиця Комбайнерська
- вулиця Комбінатна
- вулиця Комсомольська
- вулиця Комунальна
- вулиця Комунарів
- вулиця Кооперативна
- вулиця Коротка
- вулиця Короткова
- вулиця Красіна
- вулиця Красногорська
- вулиця Крилова
- вулиця Кримська
- вулиця Кубанська
- вулиця Куйбишева
- вулиця Курортна
- вулиця Кутузова

## Л
- вулиця Ладигіна
- вулиця Леваневського
- вулиця Леніна
- вулиця Ленінградська
- вулиця Лермонтова
- вулиця Ливарна (Литейная)
- вулиця Липнева (Июльская)
- вулиця Литвинова
- вулиця Литовська
- вулиця Лісова (Лесная)
- вулиця Лісопильна
- вулиця Ліхвінцева
- вулиця Локомотивна
- вулиця Ломоносова
- вулиця Лева Толстого

## М
- вулиця Магістральна
- вулиця Максима Горького
- вулиця Малахова
- вулиця Маркіна
- проспект Маршала Фалалеєва
- вулиця Матросова
- вулиця Маяковського
- вулиця Медведевська
- вулиця Мельнична
- вулиця Металістів
- вулиця Металургів
- вулиця Миру
- вулиця Михайлова
- вулиця Міліційна (Милиционная)
- вулиця Мінська
- вулиця Мічуріна
- вулиця Можарова
- вулиця Можгинська
- вулиця Молодіжна
- вулиця Московська
- вулиця Мужвайська
- проспект Мурмана
- вулиця Муси Джалія

## Н
- вулиця Нагірна
- вулиця Наговіцина
- вулиця Некрасова
- вулиця Нова
- вулиця Новгородська
- вулиця Новоажимова
- вулиця Новобудівельна (Новостроительная)
- вулиця Новошістнадцята

## О
- вулиця Обласна
- вулиця Оборонна
- вулиця Обнорського
- вулиця Овражна
- вулиця Одеська
- вулиця Олега Кошового
- вулиця Олександрівська (Александровская)
- вулиця Орджонікідзе
- вулиця Орловська
- вулиця Орсівська
- вулиця Осипенка
- вулиця Островського
- вулиця Охотна

## П
- вулиця Павлова
- вулиця Парашутна
- вулиця Паркова
- вулиця Партизанська
- вулиця Пастухова
- вулиця Пермська
- вулиця Перова
- вулиця Першотравнева (Первомайская)
- вулиця Петрова
- вулиця Писарева
- вулиця Південна
- вулиця Підгірна
- вулиця Підлісна Перша
- вулиця Підлісна Друга
- вулиця Підлісна Третя
- вулиця Підлісна Четверта
- вулиця Підлісна П'ята
- вулиця Підлісна Шоста
- вулиця Підлісна Сьома
- вулиця Підлісна Дев'ята
- вулиця Піонерська
- вулиця Пісочна
- вулиця Планерна
- вулиця Пойма
- вулиця Покровського
- вулиця Полтавська
- вулиця Польова
- вулиця Постольська
- вулиця Потьомкіна
- вулиця Поштова
- вулиця Праці (Труда)
- вулиця Промислова (Промышленная)
- вулиця Пушкінська

## Р
- вулиця Радгоспна (Совхозная), Індустріальний район
- вулиця Радгоспна (Совхозная), Ленінський район
- вулиця Радянська (Советская)
- вулиця Ракетна
- вулиця Революційна
- вулиця Рєпіна
- вулиця Рилєєва
- вулиця Робоча
- вулиця Ростовська
- вулиця Руднєва
- вулиця Рязанська

## С
- вулиця Сабурова
- вулиця Садова
- вулиця Сакко і Ванцетті
- вулиця Салютівська
- вулиця Санаторна
- вулиця Саранська
- вулиця Сарапульська
- вулиця Саратовська
- вулиця Свердлова
- вулиця Свободи
- вулиця Севастопольська
- вулиця Сергія Лазо
- вулиця Сєдова
- вулиця Сєрова
- вулиця Сибірська
- вулиця Смірнова
- вулиця Смольна Перша
- вулиця Снайперська
- вулиця Солов'їна
- вулиця Сонячна
- вулиця Соснова
- вулиця Софії Ковалевської
- вулиця Союзна
- вулиця Стадіонна
- вулиця Станіславського
- вулиця Степана Разіна
- вулиця Степова
- вулиця Стрілецька
- вулиця Студентська
- вулиця Суворова
- вулиця Сусаніна
- вулиця Східна (Восточная)

## Т
- вулиця Табірна (Лагерная)
- вулиця Татарська
- вулиця Тверська
- вулиця Тверська Перша
- вулиця Телегіна
- вулиця Тетяни Барамзіної
- вулиця Тімірязева
- вулиця Томська
- вулиця Торф'яна
- вулиця Травнева (Майская)
- вулиця Тракая
- вулиця Тракторна
- вулиця Транспортна
- вулиця Трубецька
- вулиця Трубецька Перша
- вулиця Трубецька Друга
- вулиця Трубецька Третя
- вулиця Трубецька Четверта
- вулиця Трудова
- вулиця Тувинська
- вулиця Тульська

## У
- вулиця Ударна
- вулиця Удмуртська
- вулиця Увинська
- вулиця Ульяновська
- вулиця Уржумська
- вулиця Ухтомського
- вулиця Учхозна
- вулиця Учхозна Друга

## Ф
- вулиця Федеративна
- вулиця Фестивальна
- вулиця Фронтова
- вулиця Фруктова
- вулиця Фурманова

## Х
- вулиця Хартуріна
- вулиця Хвойна
- вулиця Холмогорова

## Ц
- вулиця Цегляна (Кирпичная)
- вулиця Цілинна
- вулиця Ціолковського

## Ч
- вулиця Чайковського
- вулиця Чапаєва
- вулиця Челюскіна
- вулиця Червона (Красная)
- вулиця Червоноармійська (Красноармейская)
- вулиця Червоногеройська (Красногеройская)
- вулиця Червонознам'янська (Краснознаменская)
- вулиця Чернишевського
- вулиця Чехова
- вулиця Чкалова
- вулиця Чугуєвського

## Ш
- Шабердинський тракт
- вулиця Шарканська
- вулиця Шаумяна
- вулиця Шевченка
- вулиця Шихтова
- вулиця Шишкіна
- вулиця Шкільна
- вулиця Шумайлова

## Щ
- вулиця Щедріна
- вулиця Щербакова
- вулиця Щорса

## Я
- вулиця Ялтинська
- вулиця Ярославського

## А також
- вулиця 1-а
- вулиця 2-а
- вулиця 3-я
- вулиця 4-а
- вулиця 5-а
- вулиця 6-а
- вулиця 7-а, Ленінський район
- вулиця 7-а, Малинова Гора
- вулиця 8-а
- вулиця 9-а
- вулиця 10-а
- вулиця 12-а
- вулиця 14-а
- вулиця 15-а
- вулиця 16-а
- вулиця 8 березня
- вулиця 9 січня
- вулиця 10 років Жовтня
- вулиця 30 років Жовтня
- вулиця 40 років Жовтня
- вулиця 30 років ВЛКСМ
- вулиця 50 років ВЛКСМ
- вулиця 30 років Перемоги
- вулиця 50 років Піонерії

## Дивись також
- Провулки Іжевська
- Площі Іжевська